# صدا و سیمای کردستان
صدا و سیمای کردستان یکی از مراکز صدا و سیمای جمهوری اسلامی ایران است که در شهر سنندج فعالیت می‌کند.

## تاریخچه
در پاييز سال ۱۳۲۷ اولين فرستنده راديويي متعلق به ارتش در شهر سنندج آغاز به كار كرد و از طريق بلندگوهاي نصب شده برسر بام خانه‌ها و ساختمانهاي اداري اطراف ميدان شهر اين جمله شنيده شد: "اينجا ايران است. راديو سنندج" آن روزها برنامه‌هاي راديو منحصر به يك ساعت برنامه‌ روزانه شامل خبر و قطعات موسيقي محلي بود. از اين واقعه بيش از ۵۰ سال ميگذرد و هر روز راديو سنندج تكامل و گسترش بيشتري يافته است. درسال ۱۳۳۰ هجري شمسي يك فرستنده راديويي مستقل به قدرت يك كيلو وات در شهر سنندج راه‌اندازي شد و پخش برنامه‌ها را چند ساعت افزايش داد. مراحل تكميلي و كار احداث و راه‌اندازي يك مركز نسبتا كامل راديو و تلويزيوني در شهر سنندج، مركز استان كردستان در سال ۱۳۵۰ ه.ش با شروع به كار نخستين فرستنده تلويزيوني اين مركز و تقويت و پخش برنامه‌هاي شبكه اول سيما جنبه عملي به خود گرفت. در اجراي طرح توسعه مراكز راديو و تلويزيوني كشور و پس از پيروزي شكوهمند انقلاب اسلامي در نيمه دوم سال ۶۳ استوديوهاي جديد ضبط و پخش برنامه‌هاي راديويي و تاسيسات و تجهيزات فني جديد مركز كردستان به بهره‌برداري رسيد و پخش برنامه‌هاي محلي از اين مركز ابتدا به ۳ ساعت و به تدريج به ۵ ساعت در روز افزايش يافت. اين در شرايطي بود كه در آن موقع امكانات پخش برنامه‌هاي تلويزيوني مختص به يك استوديوي پخش سياه و سفيد بود كه بعضا از آن براي ضبط برنامه‌هاي ساده تلويزيوني استفاده مي‌شد. درسال ۱۳۶۶ ضمن افتتاح ساختمان جديد مركز كردستان استوديوي پخش رنگي سيماي سنندج نيز گشايش يافت و بهره‌برداري از آن آغاز شد.روند توليد و پخش برنامه‌هاي صداوسيما با افتتاح شبكه‌هاي استاني تكميل گرديد و در آبان ماه سال ۱۳۷۵ شبكه استاني صداي مركز كردستان با توليد و پخش برنامه‌هاي محلي كار خود را آغاز كرد و در حال حاضر ۲۴ ساعت در شبانه‌روز به زبانهاي كردي و فارسي برنامه‌ توليد و پخش ميكند.